# Варькино
Варькино — село в Дубовском районе Волгоградской области, в составе Горнобалыклейское сельского поселения.
Первоначально известно как хутор Варькин. Основано около 1800 года
Население — 150 (2010)

## История
Первоначально известно как хутор Варькин. Хутор заселён около 1800 года выселенцами из села Караваинка. По сведениям А. А. Минха хутор получил название по жившей здесь казачке Варьке. Земельный надел общий с селом Караваинка. Помимо хлебопашества крестьяне занимались садоводством и огородничеством. В конце XIX века хутор относился к Романовской волости Царицынского уезда Саратовской губернии.
В 1919 году село в составе Царицынского уезда включено в состав Царицынской губернии.
В 1928 году включено в состав Ольховского района Нижне-Волжского края (с 1934 года Сталинградского края). В 1935 году передано в состав Балыклейского района Сталинградского края (с 1936 года — Сталинградской области, с 1962 года — Волгоградской области). До 1953 года существовал отдельный Варькинский сельсовет. В 1953 году Варькинский сельсовет был упразднён, территория передана Романовскому сельсовету. В 1963 году в связи с ликвидацией Балыклейского района село было включено в состав Камышинского района. Дата передачи в состав Дубовского района не установлена. С 2005 года — в составе Горнобалыклейское сельского поселения

## География
Село расположено на севере Дубовского района в степной местности в пределах Приволжской возвышенности, относящейся к Восточно-Европейской равнине, на реке Балыклейка. Рельеф местности холмисто-равнинный. Склоны долины Балыклейки изрезаны балками и оврагами. Центр села расположен на высоте около 40 метров над уровнем моря. Почвы — каштановые. Почвообразующие породы — пески.
По автомобильным дорогам расстояние до областного центра города Волгограда составляет 140 км, до районного центра города Дубовка — 83 км, до административного центра сельского поселения села Горный Балыклей — 20 км.
Часовой пояс
Варькино, как и вся Волгоградская область, находится в часовой зоне МСК (московское время). Смещение применяемого времени относительно UTC составляет +3:00.

## Население
Динамика численности населения
| 1862 | 1894 | 1897 | 1911 | 1987 | 2002 |
| ---- | ---- | ---- | ---- | ---- | ---- |
| 250  | 531  | 574  | 712  | ≈160 | 96   |

| 2010 |
| ---- |
| 150  |